# 제너럴 다이내믹스 그리핀
제너럴 다이내믹스 그리핀(영어: General Dynamics Griffin)은 미국 육군을 위해 개발 중인 제너럴 다이내믹스 사의 기갑전투차량이다. 그리핀은 제너럴 다이내믹스가 개발한 또 다른 전투기갑차량인 ASCOD의 파생형이다.

## 주요 변형

### 그리핀 TD
AUSA 2016 연례 회의에서 제너럴 다이내믹스는 미군 이동식 보호 화력(MPF) 프로그램의 "시작자"로 120mm 그리핀 기술 시연기(TD)를 공개했다. MPF는 보병여단전투단에 대구경 직사포를 지원하기 위한 경량 추적 차량이다. AUSA에서 보여준 그리핀의 섀시는 영국 스카웃 SV 프로그램(현 아약스)의 것이지만 로드 휠은 6개에 불과하다. 용접된 알루미늄 포탑은 육군연구개발기술센터가 개발한 120mm XM360 경량포로 무장했다. XM360 포는 취소된 미래 전투 시스템(FCS) 프로그램의 일환으로 개발되었다.

### 그리핀 II
그리핀 II는 미국 육군의 이동식 보호 화력(MPF) 프로그램의 일환으로 제공된다. 프로그램의 구경 요구사항에 따라 105mm 구경 M35포와 재설계된 차체를 통합했다. M35는 1983년 베넷 연구소가 미국 해병대의 이동식 보호포 프로그램을 위해 설계하고 개발했다. 이후 M8 장갑포 시스템에 통합되어 1996년에 취소되었다. M35는 M60 전차에 사용된 M68보다 816 kg 가볍다.
2018년 12월, 제너럴 다이내믹스는 BAE 시스템스와 함께 시제전차 개발 제작사에 선정되지 않았다. 제너럴 다이내믹스는 2020년 4월에 첫 시제품을 선보였다. BAE의 M8 AGS 제안은 2022년 3월에 실격되었다. 제너럴 다이내믹스는 2022년 6월 MPF 프로그램 대회에서 우승해 최대 11억 4,000만 달러 규모의 계약을 체결했다.

### 그리핀 III
그리핀 III는 앨라배마주 헌츠빌에서 열린 2018년 미국 육군 박람회에서 처음 공개되었다. 미국 육군의 OMFV(영어: Optional Manued Fighting Vehicle) 프로그램에 따라 제공되었으며, 후방에 6개의 보병 수송 옵션이 있었다. 이 버전은 그리핀 II와 무게가 비슷하지만 주포를 105mm 구경에서 50mm XM913으로 축소되었으며, IMI 시스템즈의 아이언 피스트 능동방어시스템 (APS)이 장착되어 있다.